# Coronilla repanda
Coronilla repanda é uma espécie de planta com flor pertencente à família Fabaceae. 
A autoridade científica da espécie é (Poir.) Guss., tendo sido publicada em Fl. Sicul. Syn. 2: 302 (1844).

## Portugal
Trata-se de uma espécie presente no território português, nomeadamente os seguintes táxones infraespecíficos:
- Coronilla repanda subsp. repanda - presente em Portugal Continental. Em termos de naturalidade é nativa da região atrás referida. Não se encontra protegida por legislação portuguesa ou da Comunidade Europeia.
- Coronilla repanda subsp. dura - presente em Portugal Continental. Em termos de naturalidade é nativa da região atrás referida. Não se encontra protegida por legislação portuguesa ou da Comunidade Europeia.

## Sinónimos
Segundo a base de dados The Plant List tem os seguintes sinónimos:
- Arthrolobium repandum (Poir.) DC.
- Coronilla arenivaga Pau
- Coronilla repanda subsp. repanda
- Ornithopus repandus Poir.